# クロード・ルイ・エクトル・ド・ヴィラール

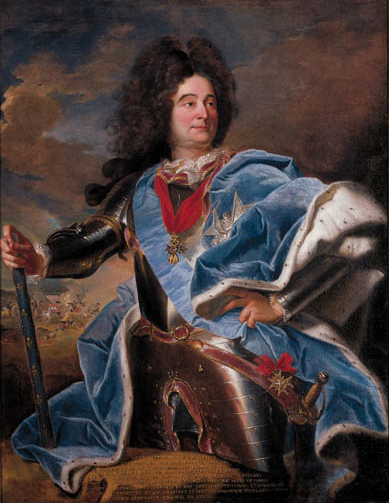
フランス大元帥ヴィラール

クロード・ルイ・エクトル・ド・ヴィラール（Claude Louis Hector de Villars, 1653年5月8日 - 1734年6月17日）は、17世紀から18世紀にかけてのフランス・ブルボン朝の軍人・政治家。スペイン継承戦争で活躍、フランス大元帥の一人に数えられた。

## 生涯

### 初期の経歴
1653年、現在のオーヴェルニュ地域圏アリエ県の都市ムーランでピエール・ド・ヴィラールの子として生まれた。1671年からフランス軍に入隊、1673年のオランダ侵略戦争におけるマーストリヒト包囲戦で奮戦したことが注目され、騎兵隊長に任命された。翌1674年にコンデ公ルイ2世の軍に配属されスネッフの戦いに参加、以後もテュレンヌ子爵、リュクサンブール公の下で経験を積んでいった。終戦後はバイエルン選帝侯マクシミリアン2世エマヌエルの元へ派遣され、大トルコ戦争でマクシミリアン2世と共にオスマン帝国と戦った。
大同盟戦争が起こるとフランスに帰国、1689年、南ネーデルラントのワルクールの戦いでユミエール公率いるフランス軍がオランダ・イングランド同盟軍に敗れると配下の騎兵隊で援護、壊滅を阻止した。終戦後はフランス大使としてオーストリアの首都ウィーンに派遣され、スペイン継承問題で各国の折衝に務め、同時にオーストリアの情報をフランスに伝えた。

### ライン川方面を指揮
1701年にスペイン継承戦争が始まるとフランスへ呼び戻され、ニコラ・カティナの部下としてイタリア、ドイツ戦線を転戦した。1702年からカティナと共にライン川左岸のストラスブールに駐屯、右岸のシュトルホーフェンで防衛線を敷いた神聖ローマ帝国の司令官・バーデン辺境伯ルートヴィヒ・ヴィルヘルムと対峙したが、ドナウ川でマクシミリアン2世がフランス側に就いて挙兵するとヴィラールも攻勢に移り、ライン川を大きく南下してスイス国境沿いのフリートリンゲン付近で渡河、10月14日のフリートリンゲンの戦いで帝国軍を破った。被害が大きかったため11月に左岸に引き上げたが、功績を認められフランス元帥に昇進、引退したカティナの後任としてライン川戦線を受け持つことになる。
翌1703年にもドナウ川のマクシミリアン2世との合流を計画、配下のタラール伯をストラスブールに残してルートヴィヒ・ヴィルヘルムを引き付けさせ、前年と同様にフリートリンゲンを渡り北上、3月10日にライン川右岸のケールを落として橋頭堡を築き（ケール包囲戦）、東進して5月にドナウ川沿岸のリートリンゲンでバイエルン軍と合流して帝国に衝撃を与えた。9月20日にヘヒシュテットの戦いで帝国軍に勝利してアウクスブルクも落とし、ウィーンに迫る勢いであった。
ところが、アウクスブルク陥落前にフランスに召還され、フランス国内の反乱（カミザールの乱）鎮圧に回された。原因はマクシミリアン2世との対立にあり、ヴィラールはすぐにウィーンを落とすべきと主張していたのに対し、マクシミリアン2世はバイエルン周辺の領土拡大を狙ってヴィラールと衝突した。フランス王ルイ14世も数少ない同盟国バイエルンの機嫌を損ねることを恐れヴィラール召還に踏み切り、マルサンをヴィラールの代わりにドナウ川に派遣した。
1704年にタラールもドナウ川に進んだが、オランダからイングランド軍総司令官マールバラ公ジョン・チャーチルがルートヴィヒ・ヴィルヘルムおよびプリンツ・オイゲンと合流、ブレンハイムの戦いでフランス・バイエルン連合軍はイングランド・オーストリア同盟軍に大敗、バイエルンは占領されマクシミリアン2世はネーデルラントへ逃亡、タラールは捕虜となりマルサンはストラスブールへ後退、ドナウ川流域の勢力は消滅してライン川戦線も危うくなっていた。
ヴィラールはカミザールの乱鎮圧後の1705年に公爵に叙任、ライン川の司令官に再任され（マルサンはネーデルラントへ異動）、ライン川から北のモーゼル川で陣地を固めマールバラ公の再度のドイツ進出を防いだ。ルートヴィヒ・ヴィルヘルムにアグノーを落とされたり、1706年にネーデルラントでヴィルロワ公がラミイの戦いでマールバラ公率いる同盟軍に大敗したため、一部の軍勢をネーデルラントへの補充に回して守勢に移るなど苦戦続きだったが、1707年に死去したルートヴィヒ・ヴィルヘルムの後を継いだバイロイト辺境伯クリスティアン・エルンストが守るシュトルホーフェンを5月23日に突破、一時はヴュルテンベルクにまで進出するなどドイツにおける脅威であり続けた。
しかし、1708年にライン川方面に回されたマクシミリアン2世と再度対立、フランス政府の意向でフランス南部のドーフィネへ異動させられた。ここでは同盟軍の進出を阻んだが、ネーデルラントはアウデナールデの戦いでブルゴーニュ公ルイとヴァンドーム公がマールバラ公・オイゲン率いる同盟軍に敗北、リール包囲戦でも有効な手立てが取れずフランス北部の要塞リールを落とされ、フランスは追い詰められていった。

### ネーデルラントへ転戦
1709年、同盟から提案された和睦を拒絶したルイ14世は、危機的状況でヴィラールをネーデルラント方面司令官に登用した。ヴィラールも全力を尽くして兵をかき集め、フランス防衛線を構築して同盟軍を待ち構えた。対する同盟軍は防衛線の突破を狙いモンスを包囲、ヴィラールは直ちにモンスへ急行、ブーフレールと合流し、南方のマルプラケにある森を堅固な要塞に作り変えて同盟軍を迎え撃った（マルプラケの戦い）。ヴィラールは戦闘中に左足を負傷して後方へ運ばれたためブーフレールに交代、フランス軍は敗北しモンスも陥落したが、熾烈な抵抗の甲斐があって勝利した同盟軍にフランス軍の倍の被害を与え、同盟が突きつけた強硬な和睦路線の拒絶へと大きく前進させた。また、この戦いでの大きな損害でイギリスに政争が吹き荒れ、同盟も次第に態度を軟化していった。
1710年にベリック公と共に防衛線の守備に徹しながらもマールバラ公の攻撃を防げず、防衛線を突破されたり都市を陥落させられたりと劣勢を強いられた。だが、1711年にイギリスで政変が起こり、戦争推進派のホイッグ党が総選挙に敗れて和平派のトーリー党が台頭するとマールバラ公の立場が危うくなり、12月にマールバラ公は司令官を罷免され、後任のオーモンド公はトーリー党の意向を受けて積極的に戦闘に出ることは禁じられ、逆に和平のためヴィラールと内通していた。
1712年になるとイギリスがフランスと休戦に合意し、オーモンドがイギリス軍を引き上げさせたため同盟軍は劣勢となり、ヴィラールはドゥナを落として補給路も断ち同盟軍を後退させた（ドゥナの戦い）。この勝利で勢いを得たヴィラールは奪われたフランス都市を次々と奪還、オーストリア・オランダへの講和に持ち込んだ。1713年から1714年にかけてオイゲンと和睦交渉を行い、折衝の末に1714年3月6日にラシュタット条約を締結させた。

### 晩年
ラシュタット条約締結の1714年にアカデミー・フランセーズの会員になり、ルイ15世の下で歴戦の武将として重用され、翌1715年から1718年まで陸軍大臣を務め、1733年にフランス大元帥に任命されるなど重職を歴任していった。同年のポーランド継承戦争にも出陣、イタリア戦線でオイゲンと対峙したが、高齢のためトリノで病気にかかり、翌1734年に81歳で死去した。
ヴィラールが創設したヴィラール公爵位は息子のアルマンが継承した。アカデミー・フランセーズの席次もアルマンに引き継がれた。

## 人物
当時における第一級の軍人であり、ドイツで着実に勢力を伸ばしたこと、スペイン継承戦争終盤に巻き返して最初の和睦から同盟国の態度を軟化させるなど、数々の戦功を打ち立てフランスの危機を救った有能な人物であった。特徴として大局的に戦略を見通し、地道に戦果を挙げながら次第に勢力を伸ばしていく方法を得意としていた。外交官としても重用され、大使として外国に派遣されたり、ラシュタット条約締結の全権大使に任命され、期待通りの働きを見せた。
しかし、傲慢な性格が災いしてしばしば左遷される場合もあった。マクシミリアン2世の対立が尾を引いてライン川戦線から遠ざけられ、内乱鎮圧やほとんど進展の無い南フランスへ回されたことは本国からも敬遠されていたためであり、ネーデルラント戦線もマクシミリアン2世が総督を務めていた影響で、1709年まで出陣命令が下されることは無かった。それでも有能であったため再登用され、終盤の巻き返しに尽力、フランスで英雄と称えられるまでになっていった。
オイゲンとはスペイン継承戦争を通じて戦っていたが、大トルコ戦争では共闘していた仲でもあり、和睦交渉を通して意気投合、互いの趣味を話し合ったり、それぞれの政府が一歩も譲らず強硬な主張をしていることの苦悩を打ち明けたり、締結後も文通を続けるなど親密な関係を築いていった。但し、オイゲンに交渉のペースを握られて慌てふためく場面もあり、オイゲンの幅広い知識についていけず席を立った際、忠告めいた言葉を残している。